# Jagršče
Jagršče so vas v Občini Cerkno, ki leži na levem bregu reke Idrijce. V centru vasi stoji cerkev sv. Uršule, le malo izven nje pa tudi ruševine stare romarske cerkve, posvečene sv. Osvaldu in Heroninu, ki so turistična znamenitost. Od nedavnega je v Jagršče iz vasi Reka urejena nezahtevna peš pot.